# Поль Анрі
Флоран Эжен Поль Анрі (фр. Florent Eugène Paul Henry; 6 вересня 1912, Намюр — 6 жовтня 1989, там само) — бельгійський футболіст, що грав на позиції півзахисника за клуби «Намюр» та «Дарінг» (Брюссель), а також національну збірну Бельгії.
Дворазовий чемпіон Бельгії.

## Клубна кар'єра
У футболі дебютував 1931 року виступами за команду «Намюр», в якій провів чотири сезони.
1935 року перейшов до клубу «Дарінг» (Брюссель), за який відіграв 11 сезонів. Завершив професійну кар'єру футболіста виступами за команду «Моленбек» у 1946 році. За цей час двічі став чемпіоном Бельгії.
| Дата       | Місто     | Господарі  | Результат | Гості      | Турнір           | Голи | Примітки |
| ---------- | --------- | ---------- | --------- | ---------- | ---------------- | ---- | -------- |
| 29.03.1936 | Амстердам | Нідерланди | 8 – 0     | Бельгія    | товариський матч | -    |          |
| 29.01.1939 | Брюссель  | Бельгія    | 1 – 4     | Німеччина  | товариський матч | -    |          |
| 19.03.1939 | Антверпен | Бельгія    | 5 – 4     | Нідерланди | товариський матч | -    |          |
| 23.04.1939 | Амстердам | Нідерланди | 3 – 2     | Бельгія    | товариський матч | -    |          |
| 14.05.1939 | Льєж      | Бельгія    | 1 – 2     | Швейцарія  | товариський матч | -    |          |
| 18.05.1939 | Брюссель  | Бельгія    | 1 – 3     | Франція    | товариський матч | -    |          |
| 27.05.1939 | Лодзь     | Польща     | 3 – 3     | Бельгія    | товариський матч | -    |          |
| 17.03.1940 | Антверпен | Бельгія    | 7 – 1     | Нідерланди | товариський матч | -    |          |
| 21.04.1940 | Амстердам | Нідерланди | 4 – 2     | Бельгія    | товариський матч | -    |          |
| Усього     |           | Матчів     | 9         |            | Голів            | 0    |          |

Помер 6 жовтня 1989 року на 78-му році життя у місті Намюр.

## Титули і досягнення
- Чемпіон Бельгії (2):

«Дарінг» (Брюссель): 1935–1936, 1936–1937